# Hey Zeus!
| Críticas profissionais                                                      | Críticas profissionais |
| Avaliações da crítica                                                       | Avaliações da crítica  |
| Fonte                                                                       | Avaliação              |
| --------------------------------------------------------------------------- | ---------------------- |
| AllMusic                                                                    | [ 1 ]                  |
| Robert Christgau                                                            | B-                     |
| Esta tabela precisa de ser acompanhada por texto em prosa. Consulte o guia. |                        |

hey Zeus! é o sétimo álbum de estúdio da banda de punk rock X, foi lançado em 1993 pela Big Life Records. Suas faixas, "Country at War" e "New Life" atingiram as posições 15 e 26 na lista Modern Rock da Billboard , respectivamente.

## Faixas
| N.º | Título                | Duração |  |
| 1.  | "Someone's Watching"  | 4:49    |  |
| 2.  | "Big Blue House"      | 4:05    |  |
| 3.  | "Clean Like Tomorrow" | 3:58    |  |
| 4.  | "New Life"            | 3:24    |  |
| 5.  | "Country at War"      | 4:16    |  |
| 6.  | "Arms for Hostages"   | 3:36    |  |
| 7.  | "Into the Light"      | 3:57    |  |
| 8.  | "Lettuce and Vodka"   | 5:07    |  |
| 9.  | "Everybody"           | 3:32    |  |
| 10. | "Baby You Lied"       | 3:18    |  |
| 11. | "Drawn in the Dark"   | 5:55    |  |

## Créditos
- Exene Cervenka - vocal;
- John Doe - vocal e baixo;
- Tony Gilkyson - guitarra e vocal;
- DJ Bonebrake - percussão, bateria e marimba.

### Produção
- Tony Berg - produção;
- Tchad Blake - engenharia de som e mixagem;
- Dale Lavi - fotografia;
- Casey McMackin - engenharia de som;
- Brian Schuebie - engenharia de som.